# Rządomyślność
Rządomyślność (urządzanie) – pojęcie użyte po raz pierwszy przez francuskiego filozofa Michela Foucaulta. Zostało ono rozwinięte przez autorów takich jak Peter Miller, Nikolas Rose i Mitchell Dean z perspektywy anglo-neofoucaultowskiej w naukach społecznych. Rządomyślność może być rozumiana jako:
- sposób, w jaki rządy usiłują wytwarzać obywateli, którzy w najlepszy możliwy sposób realizują ich politykę
- zorganizowane praktyki (mentalne, racjonalne i techniczne), za pomocą których zarządza się podmiotami[3].

Rządomyślność może być także rozumiana jako:
- „racjonalność rządowa”[4]
- „oś przewodnia jego [Foucaulta] historycznej analizy obejmującej okres od starożytnej Grecji (sic) po współczesny neoliberalizm”[5]
- „Techniki i strategie, poprzez które społeczeństwo daje sobą kierować”[6]

## Semantyka rządomyślności
Termin ten jak sądzili niektórzy komentatorzy, został utworzony przez „połączenie rządzenia (gouverner) i sposobów myślenia (mentalité)”.
W rzeczywistości nie był on jednak ukuty przez zespolenie słów gouvernement i mentalité, ale po prostu przez dodanie końcówki do gouvernemental (rządowy) tworząc gouvernmentalité, tak jak można stworzyć musicalité (muzykalność) od musical (muzykalny).
Foucault używa nie tylko standardowej, ściśle politycznej definicji „rządzenia” lub rządu używanej dzisiaj, ale także szerszej definicji stosowanej do osiemnastego wieku.
Oznacza to, że dla Foucaulta „...»rządzenie« odnosiło się do kwestii samokontroli, kierowania rodziną i dziećmi, zarządzania domostwem, kierowania duszą i tak dalej”.
Rządzenie jest, innymi słowy, „kierowaniem zachowaniem”.

## Podstawowa definicja rządomyślności
Foucault w swoich wykładach wygłaszanych w Collège de France często definiował rządomyślność jako „sztukę rządzenia” w szerokim znaczeniu, gdzie „rządzenie” nie ogranicza się wyłącznie do polityki państwa, ale obejmuje także szeroką gamę technik kontroli oraz dotyczy różnorodnych przedmiotów, od kontroli siebie, przez jednostkę, po „biopolityczną” kontrolę populacji. W pracach Foucaulta pojęcie to jest połączone z innymi, takimi jak „biopolityka” oraz „wiedza-władza”. Genealogiczne badanie nowoczesnego państwa jako „problemu rządzenia” nie tylko pogłębia Foucaultowskie analizy suwerenności i biopolityki, ale także proponuje analitykę rządzenia, która udoskonala zarówno jego teorię władzy, jak i rozumienie wolności.

Pojęcie „rządomyślności” umożliwia nowe rozumienie władzy. Foucault dystansował się od rozumienia tej ostatniej w terminach związanych z hierarchiczną, odgórną władzą państwa. Rozważał to pojęcie poprzez rozszerzenie go o formy kontroli społecznej funkcjonujące w instytucjach dyscyplinarnych (takich jak szkoły, szpitale, więzienia itp.), a także o formy wiedzy. Władza może się pozytywnie manifestować poprzez wytwarzanie wiedzy i konkretnych dyskursów internalizowanych przez jednostki i kierujących zachowaniem populacji. Dyskursy te prowadzą do skuteczniejszych form kontroli społecznej, ponieważ wiedza umożliwia jednostkom rządzenie sobą.

Pojęcie „rządomyślności” stosuje się do opisu różnych okresów historycznych i różnych konkretnych reżimów. Jest ono jednak najczęściej używane (zarówno przez samego Foucaulta, jak i innych badaczy) w odniesieniu do „neoliberalnej rządomyślności” tj. takiej, która charakteryzuje rozwinięte demokracje liberalne. W tym przypadku, pojęcie „rządomyślności” odwołuje się do społeczeństw, w których władza jest pozbawiona centrum, a ich członkowie, zgodnie z neoliberanym założeniem, odgrywają aktywną rolę w zarządzaniu samymi sobą. Z uwagi na tę czynną rolę, jednostki muszą być regulowane „od środka”. Neoliberalna rządomyślność opiera się na dominującej roli mechanizmów rynkowych oraz ograniczonym wpływie państwa.  Poszczególne formy rządomyślności odznaczają się konkretnymi formami wiedzy. W przypadku neoliberalnej rządomyślności wytwarzana wiedza umożliwia konstruowanie samoregulujących i samokorygujących się podmiotów.

W wykładzie zatytułowanym „Rządomyślność” Foucault przez tę ostatnią rozumie: „Po pierwsze, zbiór instytucji, procedur, analiz, refleksji, kalkulacji i taktyk umożliwiających sprawowanie owej specyficznej i bardzo złożonej formy władzy nakierowanej przede wszystkim na populację, władzy opierającej się na ekonomii politycznej jako pewnej formie wiedzy i posługującej się zasadniczo urządzeniami bezpieczeństwa. Po drugie, „urządzanie” [„rządomyślność”] oznacza dla mnie pewną linię siły, która – w społeczeństwach zachodnich – od dawna i wciąż prowadzi do dominacji tej formy władzy, którą można by nazwać „rządzeniem”, nad wszelkimi innymi formami, zwłaszcza  nad władzą suwerenną i dyscypliną. Owa linia siły sama przyczyniła się do rozwoju wielu specyficznych postaci wiedzy. I wreszcie, sądzę również, że przez „urządzanie” [„rządomyślność”] należy rozumieć proces albo raczej wynik procesu, za którego sprawą średniowieczne państwo sprawiedliwości, w XV i XVI wieku przekształcone w państwo administracyjne, zostaje następnie, krok po kroku, poddane „zasadzie rządów”.”

Pierwszy punkt trzyczęściowej definicji orzeka, że rządomyślność jest zbiorem komponentów tworzących to, co nazywa się „rządzeniem”, którego celem jest utrzymanie uporządkowanego i szczęśliwego społeczeństwa (populacji). Środkami do tego celu są „urządzenia bezpieczeństwa”, tj. techniki stosowane, by zapewnić społeczeństwu poczucie ekonomicznego, politycznego i kulturowego dobrostanu. Cele te są osiągane przez ustanowienie „ekonomii politycznej”. W tym przypadku słowo „ekonomia” dotyczy "ekonomii obejmującej całe państwo, [polegającej] na sprawowaniu w stosunku do mieszkańców, bogactw oraz jednostkowych zachowań formy nadzoru i kontroli nie mniej ścisłej niż ta, którą sprawuje ojciec w swym domu."

Pierwsza część definicji stwierdza zatem, że rządomyślność jest rządzeniem o określonych celach, środkach do nich prowadzących i konkretnych praktykach, które powinny do nich prowadzić. Druga część definicji przedstawia rządomyślność jako długi, powolny rozwój rządzenia na Zachodzie. Trzecia natomiast odnosi się do ewolucji państwa średniowiecznego, które utrzymywało swoje terytorium i zarządzało zamieszkującym je społeczeństwem przez prostą praktykę narzucania praw podmiotom, w państwo wczesnorenesansowe, które koncentrowało się w większym stopniu na „kierowaniu rzeczami”, w związku z czym posługiwało się różnymi strategiami i taktykami w celu utrzymania zadowolonego i, tym samym, stabilnego społeczeństwa lub, innymi słowy, „sprawienia, by społeczeństwo dało sobą kierować”.

Połączenie tych trzech punktów daje definicję rządomyślności jako procesu, w którego trakcie forma rządzenia posiadająca określone cele (szczęśliwe i stabilne społeczeństwo), środki do ich realizacji („urządzenia bezpieczeństwa”) oraz  szczególny typ wiedzy (ekonomię polityczną) wyewoluowała ze średniowiecznego państwa suwerennego prawa w nowoczesne państwo administracyjne z rozbudowaną biurokracją.

## Historia pojęcia
Koncepcja rządomyślności wywodzi się z myśli etycznej, politycznej i historycznej Michela Foucaulta. Wykorzystywał on to pojęcie w późnych latach swojego życia (w przybliżeniu między 1977 a 1984 rokiem, kiedy zmarł), szczególnie podczas wykładów wygłaszanych w Collège de France w tym czasie. Jego najbardziej znane sformułowanie tego pojęcia miało miejsce podczas wykładów zatytułowanych „Bezpieczeństwo, terytorium, populacja” z 1978 roku.
Głębsza i bardziej rozbudowaną refleksja została podjęta rok później w wykładach pt. „Narodziny biopolityki”.
Pojęcie to jest także częścią szerszej analizy problematyki związanej m.in. Z instytucjami dyscyplinarnymi, neoliberalizmem i „Rządami prawa”, „mikrofizyką władzy”, a także biopolityką. W drugiej i trzeciej części Historii seksualności, zatytułowanych Użytek z przyjemności i Troska o siebie oraz w swoim wykładzie „Technologie Siebie”, Foucault rozwinął pojęcie upodmiotowienia i jego form poprzez zgłębienie sposobu formowania jednostek i ich sposobów życia, które były zarówno heteronomicznie, jak i autonomicznie determinowane. W serii wykładów i artykułów takich jak „Narodziny Biopolityki”, „Omnes et Singulatim: przyczynek do krytyki politycznego rozumu”, „Podmiot i władza” oraz „Czym jest Oświecenie?”, Foucault rozważał problem natury współczesnych porządków społecznych, problem władzy, wolności ludzkiej i jej granic, możliwości i źródła działania ludzkiego itd., których ujęcia spajało jego koncepcję „rządomyślności”.

Pojęcie rządomyślności zwróciło uwagę angielskojęzycznego świata akademickiego głównie dzięki książce The Foucault Effect, zawierającej szereg esejów poświęconych temu pojęciu oraz tłumaczenie krótkiego artykułu Foucaulta na ten sam temat.

## Dalszy rozwój koncepcji
Hunt i Wickham w swojej pracy Foucault and Law rozpoczynają cześć poświęconą rządomyślności bardzo podstawową definicją zaczerpniętą z prac Foucaulta: „rządomyślność jest dramatyczną ekspansją w zakresie rządzenia, ukazującą wzrost ilości i zasięgu rządowych mechanizmów kalkulacyjnych”. Innymi słowy, rządomyślność opisuje nową formę rządzenia, powstałą w połowie XVIII wieku, która była ściśle powiązana z utworzeniem i narastaniem nowoczesnych biurokracji. Dzięki zaproponowaniu tej definicji autorzy postrzegają termin ten jako składający się z dwóch części: „rządowy” (governmental) i „-ość” (-ity) – „rządowy” oznacza – właściwy dla rządu danego kraju; a przyrostek „-ość” – badanie tegoż. Przyznają, że definicji tej brakuje pewnego, właściwego Foucaultowi, subtelnego zniuansowania i starają się to zrekompensować poprzez wyjaśnienie kilku innych jego pojęć, takich jak racja stanu, problem populacji, nowoczesna ekonomia polityczna, liberalna sekurytyzacja oraz wyłonienie się nauk humanistycznych.
Podejście Kerra do pojęcia rządomyślności jest bardziej złożone. Postrzega on je jako skrót od „racjonalności rządowej” (governmental rationality). Jest to sposób myślenia o praktykach rządzenia. Kerr nie uważa go za „obszar badania o charakterze krytyczno-rewolucyjnym, ale taki, który pojęciowo reprodukuje kapitalistyczne panowanie” poprzez twierdzenie, że jakaś forma rządzenia (i władzy) będzie zawsze konieczna, aby kontrolować i konstytuować społeczeństwo. Z uwagi na definiowanie rządomyślności wyłącznie w kategoriach państwa, Kerr nie bierze pod uwagę innych form governance oraz idei mentalności rządu w tym szerszym sensie.
Natomiast rozumienie tego pojęcia przez Deana obejmuje zarówno pozostałe formy governance oraz ideę mentalności rządzenia, jak i podejścia Hunta, Wickhama i Kerra do tego terminu. Zgodnie z podejściem Hunta i Wickhama, Dean uznaje, że w bardzo wąskim znaczeniu, rządomyślność może być użyta do opisu procesu wyłaniania się rządzenia, dostrzegającego, że jego celem jest optymalizacja, użycie i wychowanie żyjących jednostek jako członków populacji. Uwzględnia on także ideę racjonalności rządzenia, postrzegając rządomyślność jako jeden ze sposobów spoglądania na praktyki rządzenia. Ponadto, jego zdaniem, rządzenie jest wszystkim, co ma coś wspólnego z prowadzeniem siebie lub innych. Opis tego słowa w jego słowniczku: „Rządomyślność: Jak myślimy o rządzeniu innymi i nami samymi w bardzo różnych kontekstach...”. To ujęcie odzwierciedla fakt, że dla Foucaulta rządzenie oznaczało nie tyle struktury polityczne czy administracyjne nowoczesnego państwa, co raczej sposób, w jaki postępowanie jednostek i grup może być ukierunkowane. Zbadanie rządzenia oznacza analizę tych mechanizmów, które próbują ukształtować, wyrzeźbić, mobilizować i całkowicie wykorzystać wybory, pragnienia, aspiracje, potrzeby, życzenia i style życia jednostek i grup.

Jednakże głównym wkładem Deana do definicji pojęcia jest sposób, w jaki rozbija termin na „rządo-” „myślność” lub mentalność rządzenia – mentalność oznaczającą umysłową zdolność lub perspektywę. Oznacza to, że pojęcie rządomyślności nie jest jedynie narzędziem myślenia o rządzeniu i zarządzaniu, ale także oddaje to jak ludzie, którzy są rządzeni postrzegają sposób, w jaki są rządzeni. Określa on myślenie mianem „czynności kolektywnej”, tj. sumy wiedzy, wierzeń i opinii posiadanych przez rządzonych. Wskazuje on także na fakt, że mentalność zwykle nie jest „analizowana przez tych, którzy w niej żyją”. Porusza tutaj kwestię możliwego braku rozumienia przez rządzonych nienaturalności zarówno sposobu ich życia, jak i faktu, że uznają oni ten sposób za oczywisty – że ta sama aktywność, w którą się angażują „może być postrzegana jako inna forma praktyki w zależności od mentalności, która ją obleka”. Dean podkreśla także inną istotną cechę koncepcji rządomyślności – jej zwrotność. Jak wyjaśnia:
Z jednej strony, rządzimy innymi i samymi sobą w odniesieniu do tego co uznajemy za prawdziwe na temat tego, kim jesteśmy, które aspekty naszego życia powinny być rozwijane, jak, przy użyciu jakich środków i do jakich celów. Z drugiej strony, nasze sposoby rządzenia i kierowania nami rodzą różne sposoby wytwarzania prawdy.
Dzięki zwróceniu uwagi na „jak i dlaczego” Dean łączy „technologie władzy” z koncepcją rządomyślności. Zgodnie z tym, co pisze, każda definicja tego pojęcia powinna zawierać wszystkie zamierzone elementy myśli Foucaulta. Zupełna definicja terminu musi zawierać nie tylko rządzenie w kategoriach państwa, ale także rządzenie w kategoriach każdego „kierowania postępowaniem”. Musi zawierać ideę mentalności wraz z tym wszystkim, co się z nią wiąże: relacyjnością i brakiem zrozumienia „z wewnątrz własnej perspektywy”, a także kolektywnością i faktem bycia częścią kultury społeczeństwa. Musi także zawierać rozumienie sposobów, w jakie postępowanie jest zarządzane, nie tylko przez rządy, ale także przez nas samych i przez innych.

Semantyczne połączenie rządzenia i mentalności w rządomyślności wskazuje na niemożliwość badania technologii władzy bez analizy mentalności stojącej za nimi zasady. Praktyka chodzenia na siłownię, wyłożona poniżej, stanowi użyteczny przykład, pokazujący jak nasze wybory, pragnienia, aspiracje, potrzeby, życzenia i style życia zostały zmobilizowane i ukształtowane przez różne technologie władzy.

### Mentalność zasady
Mentalność zasady jest względnie systematycznym sposobem myślenia o rządzeniu. Wykreśla ono pole dyskursywne, w którym sprawowanie władzy jest „racjonalizowane”. Neoliberalizm jest zatem mentalnością zasady, ponieważ reprezentuje metodę racjonalizowania rządzenia, która przestrzega wewnętrznej zasady maksymalnej gospodarności.
Fukuyama pisze: „państwo liberalne jest ostatecznie państwem ograniczonym, gdzie aktywność rządowa jest rygorystycznie ograniczona przez sferę indywidualnej wolności”. Jednakże tylko pewien typ wolności, pewien sposób jej rozumienia i egzekwowania daje się pogodzić z neoliberalizmem. Jeżeli neoliberalny rząd ma w pełni realizować swoje cele, jednostki muszą uznać, że są wolne i odpowiedzialne oraz działać zgodnie z tym przekonaniem. Zatem neoliberalizm musi wytwarzać rzeczywistość społeczną, jaką, w swoich założeniach, uznaje za już istniejącą. Lemke twierdzi, że mentalność rządu „nie jest czystą, neutralną wiedzą, która po prostu odzwierciedla rządzącą rzeczywistość”. Neoliberalizm jest próbą połączenia redukcji usług społecznych i systemów zabezpieczeń społecznych oraz zwiększonego wymagania od podmiotów, by były wolnymi, przedsiębiorczymi, autonomicznymi jednostkami. Tylko wtedy może on rozpocząć zarządzanie podmiotami, nie przez niepożądaną biurokrację państwową wspieraną przez legalne władze, narzucenie moralnych standardów w ramach religijnego upoważnienia, ale przez strukturyzację możliwego pola działania, w którym rządzą one sobą – rządzenie nimi poprzez ich wolność. Wykorzystując obowiązki i powinności, poprzez przekształcanie podmiotów w indywidualne jednostki z prawami i wolnościami, nowoczesne jednostki mają nie tylko „wolność wyboru”, ale są zobowiązane do bycia wolnymi, „do rozumienia i odgrywania swojego życia w kategoriach wyboru”. Jest to inny rodzaj wolności od tego oferowanego w przeszłości. To wolność realizowania naszego potencjału i naszych marzeń poprzez przekształcanie sposobu, w jaki kierujemy naszym życiem.

### Samorządne zdolności
Dzięki naszej wolności konkretne samorządne zdolności mogą być upowszechniane w celu uzgodnienia naszych sposobów kierowania i oceniania siebie z celami politycznymi. Zdolności te to przedsiębiorczość i autonomia. Przedsiębiorczość oznacza tutaj szereg zasad rządzących codziennym postępowaniem takich jak: energia, inicjatywa, ambicja, kalkulacja i osobista odpowiedzialność. Przedsiębiorcza jednostka przemienia swoje życie w przedsiębiorstwo, stara się maksymalizować własny kapitał ludzki, projektuje własną przyszłość oraz podejmuje próby kształtowania własnego życia, w celu uczynienia go dokładnie tym, czym chciałaby, żeby było. Autonomia dotyczy przejęcia kontroli nad swoimi przedsięwzięciami, określanie własnych celów oraz planowanie, aby realizować swoje potrzeby, przy wykorzystaniu własnych sił i możliwości. Autonomia osoby nie jest zatem całkowitą antytezą władzy politycznej, ale jednym z celów i instrumentów nowoczesnych mentalności kierowania postępowaniem.
Te trzy własności: wolność, przedsiębiorczość i autonomia są ucieleśnione w praktyce chodzenia na siłownię. Zarówno to, że idziemy na siłownię, jak i do której się udajemy, są naszymi wyborami. Ćwicząc na siłowni, pracujemy nad sobą, nad kształtem naszych ciał i sprawnością fizyczną. Rozwijamy pewne swoje cechy, aby lepiej radzić sobie w życiu niż inni, czy to przez przyciągnięcie atrakcyjniejszego potencjalnego partnera niż inni, czy aby móc pracować bardziej wydajnie, efektywnie i dłużej bez utraty impetu, co da nam przewagę nad naszymi konkurentami. Kiedy idziemy do siłowni, doświadczamy własnej dyscypliny, według naszego własnego harmonogramu, aby osiągnąć nasze własne cele. Projektujemy i odgrywamy sami nasze własne nawyki. Nie potrzebujemy pomysłów ani wsparcia drużyny. Praktyki chodzenia na siłownię, bycia wolnymi przedsiębiorczymi i autonomicznymi są przepojone szczegółowymi technologiami władzy.

### Technologie władzy
Technologie władzy to „technologie przepojone aspiracjami kształtowania postępowania w nadziei na wytworzenie konkretnych, pożądanych efektów i uniknięcie pewnych niepożądanych”. Dwie główne grupy technologii władzy to technologie siebie i technologie rynku. Foucault definiuje te pierwsze jako techniki pozwalające jednostkom przeprowadzać własnymi środkami pewną liczbę operacji na własnych ciałach, umysłach, duszach i stylach życia, tak aby przekształcić siebie, w celu osiągnięcia pewnego stanu szczęścia i jakości życia. Technologie rynku opierają się na kupowaniu i sprzedawaniu dóbr, które umożliwiają nam określenie, kim jesteśmy lub chcemy być. Te dwie technologie nie zawsze są rozdzielne, z uwagi na fakt, że obie od czasu do czasu wzajemnie pożyczają sobie własne elementy.

#### Technologie siebie
Technologie siebie odnoszą się do praktyk i strategii, poprzez które jednostki przedstawiają sobie swoje własne etyczne samorozumienie. Jedną z ich głównym cech jest ekspertyza. Na ekspertyzę składają się trzy aspekty. Po pierwsze, ugruntowanie autorytetu w żądaniu naukowości i obiektywności wytwarza dystans między samoregulacją a państwem, który jest konieczny w liberalnych demokracjach. Po drugie, ekspertyza może „mobilizować i być mobilizowana w ramach sporu politycznego na różne sposoby, produkując nowe związki między wiedzą a rządzeniem. Ekspertyzie przyznaje się szczególną rolę w formułowaniu programów rządzenia i w technologiach, które usiłują wywołać pożądane efekty”. Po trzecie, ekspertyza funkcjonuje dzięki związkowi z jednostkowymi zdolnościami samoregulacji. Wiarygodność, właściwa żądaniu naukowości, wiąże „podmiotowość z prawdą a podmioty z ekspertami”. Ekspertyza działa poprzez logikę wyboru, transformację sposobów, w jakie jednostki konstytuują się, poprzez „wpajanie pragnień samorozwoju, którym sama ekspertyza może kierować i poprzez roszczenia do zdolności  uśmierzenie niepokojów generowanych w momencie, gdy rzeczywistość nie dosięga do swojego obrazu.
Technologie siebie ważne dla praktyki chodzenia na siłownię to: technologia uodpowiedzialniania, technologia healthismu, technologia normalizacji i technologia samooceny.

##### Uodpowiedzialnianie (responsibilisation)
Zgodnie z pragnieniem redukcji zasięgu rządzenia (np. opieki społecznej), neoliberalizm rozwija pośrednie techniki przewodzenia i kontrolowania jednostek bez brania za nie odpowiedzialności. Głównym mechanizmem jest technologia uodpowiedzialniania. Podmioty są obarczane odpowiedzialnością przez wmówienie im, że społeczne zagrożenia takie jak choroba, bezrobocie, ubóstwo itd. nie są częścią odpowiedzialności państwa, ale faktycznie leżą w sferze, za którą odpowiedzialna jest jednostka i zostają przekształcone w problemy „samoopieki”. Praktyka chodzenia na siłownię może być postrzegana jako rezultat uodpowiedzialniania, naszej odpowiedzialności do pozostania wolnymi od chorób, zdolnymi do pracy i opieki nad osobami będącymi na naszym utrzymaniu (dzieci, starszych rodziców). Technologia ta częściowo pokrywa się z technologią healthismu.

##### Healthism
Healthism łączy „publiczne cele dobrego zdrowia i porządku ciała społecznego z jednostkowymi  pragnieniami zdrowia i dobrostanu”. Zdrowe ciała i higieniczne domy wciąż mogą być celami państwa, ale nie stara się już ono dyscyplinować, instruować, moralizować lub zmuszać nas do uległości. Raczej „zakłada się, że jednostki chcą być zdrowe i nakazuje się im szukanie sposobów życia najodpowiedniejszych z punktu widzenia ich własnego zdrowia, takich jak chodzenie na siłownię. Podczas gdy technologia uodpowiedzialniania może być jednak uważana za rozmyślną technikę państwa, fala healthismu nie jest raczej konsekwencją planowania państwowego, ale wyłania się z najnowszych nauk społecznych, takich jak nauki o ludzkim odżywianiu się i poruszaniu. Healthism zakłada, podobnie jak większość technologii siebie, kluczową rolę ekspertów, bowiem to właśnie oni mogą nam powiedzieć jak postępować w kategoriach bezpiecznych, precyzyjnych technik usprawniających nasze krążenie, zwiększających siłę fizyczną i polepszających ogólny stan zdrowia. Wyraźnie widać na przykładzie healthismu zapożyczenie przez technologie siebie z technologii rynku. Idea zdrowia, cel bycia zdrowym, radość wywołana dobrym zdrowiem i sposoby jej osiągania są reklamowane w ten sam sposób co dobra i usługi i sprzedawane przez specjalistów od sprzedaży. Trzymając się zasad healthismu, nasze osobiste cele są zestrojone z celami politycznymi, co czyni nas uległymi wobec rządzenia.

##### Normalizacja
Kolejna technologia władzy wyłaniające się z nauk społecznych to normalizacja. Technologia norm rozwinęła się dzięki nowym metodom mierzenia populacji. Norma jest tym, „co jest społecznie stosowne, statystycznie przeciętne, naukowo zdrowe i osobiście pożądane”. Ważnym aspektem normalności jest fakt, że kiedy norma jest naturalna, ludzie pragnący osiągnąć normalność uczynią to poprzez pracę nad sobą, kontrolując swoje odruchy w codziennym postępowaniu i zwyczajach oraz poprzez wpajanie tychże norm postępowania swoim dzieciom, pod kierownictwem innych. Normy są wymuszane poprzez rozmyślną administrację wstydem. Wstyd implikuje niepokój o własne zewnętrzne zachowanie i wygląd połączony z nakazem troski o siebie w imię osiągnięcia odpowiedniej jakości życia. Zwykle normy są uzgodnione z celami politycznymi, zatem normą będą sprawne, męskie, dynamiczne jednostki, zdolne do pracy, zarabiania i wydawania pieniędzy i tym samym podtrzymywania gospodarki. Praktyka chodzenia na siłownię pozwala, na przykład, osiągnąć jednostce taką „normalność”. Za pomocą wstydu jesteśmy rządzeni do konformizmu wobec neoliberalizmu.

##### Poczucie własnej wartości
Poczucie własnej wartości jest praktyczną i produktywną technologią powiązaną z technologią norm, która wytwarza pewne typy osobowości. Poczucie własnej wartości jest technologią w tym sensie, że jest specjalistyczną wiedzą o tym, jak oceniać, szacować, kalkulować, mierzyć, ewaluować, dyscyplinować i osądzać siebieCruikshank, B.: 'Revolutions within: self-government and self-esteem'. W: Foucault and Political Reason: Liberalism, Neo-Liberalism, and Rationalities of Government. Andrew Barry, Thomas Osborne & Nikolas Rose(red.). Chicago, IL: University of Chicago Press, 1996, s. 273.. Podejście „poczucia własnej wartości” postrzega wiele różnych problemów społecznych jako mających swoje źródło w niskim poczuciu własnej wartości ze strony dotyczących osób. „Poczucie własnej wartości” ma więc więcej wspólnego z samooceną, niż z szacunkiem do samego siebie, jako że osoba musi być ciągle mierzona, osądzana i dyscyplinowana w celu zaprzęgnięcia osobistego upoważnienia do zbiorowych kryteriów. Te ostatnie są określone przez normy opisane powyżej. Poczucie własnej wartości jest technologią siebie mającą na celu „ewaluację i pracę nad sobą tak, by policja, strażnicy i lekarze nie musieli tego czynić.Cruikshank, B.: 'Revolutions within: self-government and self-esteem'. W: Foucault and Political Reason: Liberalism, Neo-Liberalism, and Rationalities of Government. Andrew Barry, Thomas Osborne & Nikolas Rose(red.). Chicago, IL: University of Chicago Press, 1996, s. 234.
Przez przyjęcie celów poczucia własnej wartości, pozwalamy na bycie kierowanymi z dystansu. Ta technologia i inne podobne do niej technologie psychologiczne również pożyczają od technologii rynku, mianowicie od konsumpcji. Ogromna różnorodność poradników, nagrań, klipów i innych utensyliów jest dostępna do nabycia przez jednostkę.

#### Technologie rynku
Technologie rynku, które leżą u podstaw praktyki chodzenia na siłownię, mogą być określone jako technologie pragnienia i technologie tożsamości dzięki konsumpcji. Technologia pragnienia jest mechanizmem pobudzającym w nas pragnienia, które następnie staramy się zaspokoić. Sprzedawca wzbudza w nas życzenia i sztuczne potrzeby poprzez reklamę dóbr, doświadczeń i stylów życia, które są dla nas kuszące. Reklamy te usiłują przekazać poczucie indywidualnej satysfakcji powodowanej przez zakup lub użycie konkretnego produktu. Zaczynamy pragnąć tych rzeczy i w związku z tym zachowujemy się w sposób, który umożliwia nam ich zdobycie, czy to przez cięższą pracę i zarabianie większej ilości pieniędzy, czy stosowanie technologii siebie w celu ukształtowania naszego stylu życia w pożądany sposób. Zapożyczenie technologii rynku z technologii siebie jest tutaj nawet większe. Sprzedawcy stosują wiedzę wytworzoną przez psycho-dyskursy, szczególnie charakterystyki psychologiczne jako podstawę segmentacji rynkowej. Pozwala im to trafiać skuteczniej do każdej jednostki. Tym samym jesteśmy rządzeni, kupując towary z powodu naszych pragnień.

Technologia tożsamości dzięki konsumpcji wykorzystuje moc kształtowania tożsamości właściwą różnym dobrom. Każdy towar jest przepojony konkretnym znaczeniem, które ma wpływ na tych, którzy go kupują, wyjaśniając, jakiego typu osobą jest lub chce być. Konsumpcja jest przedstawiana jako plasująca jednostkę w pewnej formie życia. Technologia tożsamości dzięki konsumpcji może być dostrzeżona w wyborach, przed jakimi staje użytkownik siłowni. Iść do drogiej siłowni, ponieważ manifestuje to bogactwo i sukces czy do siłowni o średniej cenie, aby pokazać swoją oszczędność. Gama odzieży do ćwiczenia jest szeroka. Znana marka, aby przedstawić zdolności prezentowane w jej reklamie, droga, by zamanifestować zaangażowanie czy tania, żeby zademonstrować swoją obojętność na opinie innych ludzi. Wszystkie te wybory konsumpcyjne są wykorzystywane do komunikowania innym naszej tożsamości i w ten sposób jesteśmy rządzeni przez sprzedawców tak, by wybierać produkty, które identyfikujemy z naszą tożsamością.

Te technologie rynku i technologie siebie są konkretnymi mechanizmami, za pomocą których jednostki są nakłaniane do stania się wolnymi i przedsiębiorczymi, rządzącymi sobą i w związku z tym potrzebują jedynie ograniczonego bezpośredniego rządzenia ze strony państwa. Implementacja tych technologii jest w znaczny sposób wspomagana przez ekspertów od nauk społecznych. Obsługują oni reżim siebie, w którym sukces życiowy zależy od naszego ciągłego praktykowania wolności i gdzie życie nie jest rozumiane w kategoriach losu lub społecznego statusu, lecz w kategoriach sukcesu i porażki w nabywaniu zdolności i dokonywaniu wyborów. Jeżeli angażujemy się w praktykę chodzenia na siłownię, podejmujemy ćwiczenie w samorządzeniu. Wykorzystujemy do tego pewne formy wiedzy i ekspertyz dostarczanych nam przez instruktorów, specjalistów zdrowia lub dostarczycieli najświeższych fanaberii sprawnościowych. W zależności od naszej motywacji do chodzenia na siłownię możemy liczyć ilość spalonych kalorii czy wielkość mięśni. W każdym razie uczęszczamy do siłowni z konkretnych powodów podtrzymywanych przez różne technologie siebie i technologie rynku.  Element, nad którym chcemy popracować, sposoby, na jakie to robimy i to, kim mamy nadzieję się stać, wszystko to różni się w zależności od natury technologii władzy, przez którą jesteśmy zmotywowani. Te wszystkie różne powody i technologie są podbudowane mentalnością rządzenia, którego celem jest przekształcenie nas w wolne, przedsiębiorcze, autonomiczne jednostki: neoliberalizmu.

### Ekorządomyślność
Ekorządomyślność (ecogovernmentality) jest pojęciem denotującym aplikację Foucaultowskiej koncepcji biowładzy i rządomyślności do analizy regulacji społecznych interakcji ze światem natury. Timothy W. Luke nazwał to środowiskowością (środowiskomyślnością) albo zieloną rządomyślnością. Ekorządomyślność ma swój początek w połowie lat dziewięćdziesiątych XX wieku u małej grupki  teoretyków (Luke, Darier i Rutherford). Literatura na ten temat była odpowiedzią na dostrzegany brak w analizach Foucaultowskich problemu ekologii i nauk o środowisku naturalnym.
Za Michelem Foucaultem, pisma o ekorzadomyślności koncentrują się na sposobie, w jaki agencje rządowe w połączeniu z producentami wiedzy eksperckiej wytwarzają „Środowisko naturalne”. Ta konstrukcja jest rozpatrywana zarówno w kategoriach tworzenia przedmiotu wiedzy i sfery, w której pewne typy interwencji i zarządzania są tworzone i stosowane dalej dla głównego celu rządzenia – zarządzania życiem ich elementów. To rządowe zarządzanie jest zależne od upowszechnienia i internalizacji wiedzy-władzy pośród indywidualnych aktorów. W ten sposób tworzona jest zdecentrowana sieć samoregulujących się elementów, których interes zostaje zespolony  z interesem państwa.